# 宮原永海
宮原 永海（みやはら なみ、1978年1月24日 - ）は、日本の女性声優、女優、歌手。アトミックモンキー所属。東京都出身。

## 経歴
小さい頃から両親は色々な国に旅をしており、「平気で夏休みだからパリに行きます」と言って、1か月休ませてくれるような親だった。母は行動的で、海外のホテルなど、「ここに泊まってみたい」と思ったところ、絶対泊り、「やりたい」と思ったことは絶対していた。4歳の時にハワイに2か月ぐらい家を借りて住んでいた時期もある。6才から劇団ひまわりに所属し、子役としてCMやテレビドラマ、映画に出演する。当時は「劇団にも自分から行きたい」と言ったんだと語り、落ち着きがない子供で、映画館に行ったところ、スクリーンの前のステージに勝手に上がってしまい、踊ったりしていた。それに限らず、そういうことをしていたため、両親は心配して劇団に入団させたのかもしれないという。小さい頃は19歳くらいまで「大きくなったら女優さんになりたいって、絶対なるんだ」と思っていたという。身体が弱かったため、鍛えるために、劇団を一旦退団し、福島県の牧場で2年間ぐらい生活していた時期もあった。その間は芸能活動は一切しておらず、そんなこと考えている余裕なかったという。小学校卒業後、アメリカンスクールへ進学。オーストリアのザルツブルクへの留学経験を持つトライリンガル（日本語・英語・ドイツ語）で、英語の歌を自ら作詞することもある。留学する前、東京のある芸能事務所からデビューする話が決まっていたという。しかし母は直感的な人物であり、人生の節目節目でアドバイスをくれるという。この時母から「行ってきた方がいい」と言われたという。その大手の芸能事務所が倒産してしまって、仕事をするなら、芸能関係以外は考えられなかったが、オーストラリアにいる間は仕事のことは忘れていたという。学校の寮に住んで、普通に学生生活を送っており、モーツァルテウムから、教師に来てもらって歌の勉強はしていた。この留学がきっかけで歌手を目指すようになる。帰国後は大手の芸能事務所に所属し、仕事を始める。
それまでは自由に何を表現しても何も言われなかった。しかし帰国後、電車の中では皆暗い顔をしており、ニコッとしていたところ変な人物と思われた。当たり前だと思っていることを言うと、「言い過ぎだ」と言われたりして、疲れてしまった時期があった。音楽を始めた時、録音した自分の声を聴きなれるのに、時間がかかり、「自分の声のイメージでは、こんな声じゃない」というのがあった。
18歳ぐらいの時、芸能事務所で担当していたマネージャーが声優に詳しく、オーディションを受けたところ合格し、1997年より『夢のクレヨン王国』のユックタック役で声優の活動を始める。当時はシーンを録るのに時間がかかり、学校に通って声優の勉強をしていたわけではなかったため、全て現場で初めてやらないといけず、できなかった。相方のシャカチック役の松岡由貴も同じで初めてのアフレコだったことから、2人で「キャラが出てきたらしゃべればいいんだよね?」と言っていた。声優をしていた時にも声だけの演技の仕方が分からず、宮原の声をオンエアで聞いてみても、宮原だけものすごく浮いており、当初はイヤだった。『おジャ魔女どれみ』の飛鳥ももこ役をもらった時に、イベントで、たくさんの子供達の目がキラッキラッしており、その時に、「声優ってすごくすてきな仕事かもしれない」と、認識が少しずつ変わった。
「音楽活動をやりたい」と思っていたが、当時の事務所から「タレントとしていろいろやった方がいいよ」と言われた。木の真ん中の幹のところに音楽があり、演技などの枝の部分があるのはいいが、それが定まらずにぶれたまま、ここでなんでもやるにはイヤで、そこの事務所を退所した。事務所を退所後も声優の仕事は続けていた。
東映アニメーションはモデル、タレントも多く声優に起用していたため、意外と寛大なところもあり、自分の良いところを引き出してくれるスタッフ達に恵まれたおかげで、救われた。帰国して、「こうじゃいけない、ああじゃいけない」と言われた時とは違い、「こんな自分でもいいんだ」と言ってくれたプロデューサー、スタッフ達が「いるんだ」と知った時に、この仕事に対する認識が変わった。
2001年、日本におけるイタリア2001年を記念してオリコン主催のネットオーディション「LOVE FUTURE 2001」でグランプリを受賞。
音楽活動は小さい頃から、劇団の稽古場で歌っていたが、本格的にやり始めたのは帰国してから、18歳からである。大手の芸能事務所を退所して、声優の仕事を続けながら、色々な人物と音楽を作っていた。1年間の制作期間を経て2003年に初めてのCD『REASON』を出した。1年間で音楽をつくるのは生まれて初めて自分が感じていた音楽、歌詞が音楽になっていくのはわくわくしていた。CDを作る前に、ジャズのセレクションの中で歌わせてくれたことも大きく、2011年時点でも習っている先生と共に音楽を作っていた。一緒に演奏していたミュージシャンたちも、大御所で年齢がすごく上であったが、無理をせず歩み寄り一緒に音楽を作ってくれた。それがベースにあったことから、楽しかったのかもしれないという。
以前は田辺エージェンシー、オーシャンヴィュープロジェクト、フェイスプランニング、ケッケコーポレーション（預かり）（2007年10月-2012年12月）に所属していた。2013年1月よりアトミックモンキー所属。
2015年1月26日、自身のブログにて結婚したことを公表した。

## 人物・特色
本人がトライリンガルのため、『おジャ魔女どれみ』シリーズの飛鳥ももこや、劇場版『デジモンアドベンチャー02』のウォレスなどのように、外国語を話す役を演じることも多々ある。『ソ・ラ・ノ・ヲ・ト』のアーイシャでは、全ての台詞をドイツ語で演じた。
キャラクターの役づくりは初めから現場でしていた、唯一できたものがイメージで、「このキャラクターは丸い形で色があって」、「このキャラクターは形がとんがっている」などイメージを先に持ってきて演じているという。
数年前までは、誘ってくれたり、来た仕事をしていた感覚であった。もう少し自分の中の枠を広げたく、ここ数年はまったく知らない監督ともどんどん仕事をさせてくれるという。2011年時点では学んでいる感じで、学校に行って学んでいないため、テクニックを現場で耳で聞いて身につけてきたという。
宮原は短距離型で長距離型ではなくコツコツが苦手で、自分なりの集中の仕方があり、「その場の空気に入る」「なりきる」という感じだという。短距離型ですぐに戻ってきてしまい、「この役を演じたから」と言って、私生活まで引きずるということはないという。
歌手としてもテレビドラマ、映画のテーマソングを歌うなど活躍している。K.（山本景子）・井手麻理子と親交がありライブなども行っている。
また、『おジャ魔女どれみ』シリーズで共演したどれみ役の千葉千恵巳と特に仲が良く、シリーズ終了後も度々イベントなどで共演しており、Whispersというユニットで活動もしている。
趣味・特技は歌うこと、映画を見ること、ダンス、読書、英会話、料理、ハーブ、乗馬。2歳の頃、鏡の前でリボンをたくさん付けたおもちゃのマイクを使って歌っていたという。

## 出演
太字はメインキャラクター。

### テレビアニメ
1997年
- 夢のクレヨン王国（ユックタック）

1998年
- 聖ルミナス女学院（イリーナ・ゴワノブ）
- まもって守護月天!（山野辺翔子、女生徒）
- こちら葛飾区亀有公園前派出所（えりか）

1999年
- おジャ魔女どれみ（1999年 - 2003年、矢田まさる、飛鳥ももこ、ニニ） - 4シリーズ
- 魔法使いTai!（J）

2005年
- 甲虫王者ムシキング 森の民の伝説（2005年 - 2006年、ポポ）

2006年
- 出ましたっ!パワパフガールズZ（2006年 - 2007年、豪徳寺みやこ / ローリング・バブルス、おみや）

2007年
- はたらキッズ マイハム組（2007年 - 2008年、アレックの妻）

2008年
- モノクローム・ファクター（緋沼百合子）
- キャシャーン Sins（リューズ）

2009年
- イナズマイレブン（2009年 - 2012年、木暮夕弥） - 2シリーズ
- うみものがたり 〜あなたがいてくれたコト〜（唄者）
- ドーラ（ブーツ）

2010年
- ソ・ラ・ノ・ヲ・ト（アーイシャ・アルドーラ）
- ポケットモンスター ダイヤモンド&パール（ユウタ）

2011年
- 遊☆戯☆王ZEXAL（2011年 - 2014年、九十九明里） - 2シリーズ

2015年
- アルティメット・スパイダーマン（ジェシー）

2018年
- 東京喰種トーキョーグール:re（ドイツ語監修、アリザ）

2024年
- ゆびさきと恋々（ジョン、ヨハネス）

### 劇場アニメ
- デジモンアドベンチャー02 デジモンハリケーン上陸!!/超絶進化!!黄金のデジメンタル（2000年、ウォレス）
- も〜っと!おジャ魔女どれみ カエル石のひみつ（2001年、飛鳥ももこ）
- ATOM（2009年、スラッジ）
- 劇場版 マクロスF 虚空歌姫 〜イツワリノウタヒメ〜（2009年、コンサートアナウンス）
- マルドゥック・スクランブル 圧縮（2010年、ボタンの声）
- 魔女見習いをさがして（2020年、飛鳥ももこ[23]、野球少年）
- 名探偵コナン 黒鉄の魚影（2023年、ニーナ）

### OVA
- も〜っと!おジャ魔女どれみ ママといっしょに おしえて♪ももちゃん おやつクッキング（2001年、飛鳥ももこ）
- おジャ魔女どれみナ・イ・ショ（2004年、飛鳥ももこ、矢田まさる）
- TO（2009年、合成音）

### Webアニメ
- DEVILMAN crybaby（2018年、ジンメンに取り込まれた少女）
- おジャ魔女どれみ お笑い劇場（2019年、飛鳥ももこ[24]、矢田）

### ゲーム
- 火魅子伝〜恋解〜（1999年、永楽）
- おジャ魔女どれみドッカ〜ン!にじいろパラダイス（2002年、飛鳥ももこ、矢田まさる）
- おジャ魔女あどべんちゃ〜ないしょのまほう（2004年、飛鳥ももこ）
- イナズマイレブンシリーズ（2009年 - 2010年、木暮夕弥） - 2作品[注 4]
- イナズマイレブン ストライカーズ（2011年 - 2012年、木暮夕弥、マロン・イアン） - 3作品[注 5]
- イナズマイレブンGO（2011年 - 2013年、木暮夕弥） - 3作品[注 6]
- プリンス・オブ・ストライド（2015年、河原崎莉子[25]）
- あんさんぶるガールズ!!（2016年、クー・カロア[26]）
- ぷよぷよ!!クエスト（2019年、飛鳥ももこ[27]）

### ドラマCD
- おジャ魔女どれみ シリーズ（1999年 - 2015年、飛鳥ももこ、矢田まさる）
- デジモンアドベンチャー02 夏への扉（2001年、ウォレス）
- イナズマイレブン ドラマCD 「復活の絆!!」（2010年、木暮夕弥）
- プリンス・オブ・ストライド オーディオドラマ LET THE WIND BLOW  （2013年、河原崎莉子）

### 吹き替え

#### 担当女優
デビー・ライアン
- アルティメット・スパイダーマン（ジェシー・プレスコット）
- オースティン&アリー（ジェシー・プレスコット）
- ウェイバリー通りのウィザードたち（ベイリー・ピケット）
- ガール・ミーツ・ワールド（オーブリー）
- グッドラック・チャーリー（ジェシー・プレスコット）
- ジーク アンド ルーサー（コートニー）
- ジェシー!（ジェシー・プレスコット）
- スイート16 キャンドルに願いを（アビー・ジャンセン）
- スイート・ライフ オン・クルーズ（ベイリー・ピケット）
- スイート・ライフ/ザ・ムービー（ベイリー・ピケット）
- ティンカー・ベルと輝く羽の秘密（スパイク）
- 秘密のラジオ・ガール（タラ）

#### 映画
- なりすましアサシン（ローザ・ボリヴァー〈ズライ・エナオ〉）
- ブリッジ・オブ・スパイ（ペギー・ドノヴァン〈ジリアン・レブリング〉）

#### ドラマ
- WITHOUT A TRACE/FBI 失踪者を追え! シーズン4（バーバラ）#73
- PAN AM/パンナム（アンケ）

### ナレーション
- Nike Women「ワタシを変える、ヒミツ」
- 東京ガールズコレクション
- 西田二郎の無添加ですよ!（ytv）「いきなりケータイリレー」
- ガリゲル（ytv）

### テレビドラマ
- いのち（NHK大河ドラマ）
- 太陽にほえろ!（NTV）
  - 第694話「出口のない迷路」（1986年5月9日） - 尾島ひとみ役

### CM
- アクアビーズアート
- 春日井のど飴

### 舞台
- rit.

### その他コンテンツ
- MOZAIKU NIGHT（bayfm）
- 英語でKEIBA（グリーンチャンネル）
- 宮原永海のTrue Guam（Podcastingコンテンツ）

## ディスコグラフィ

### オリジナルアルバム
- REASON（2003年）
  1. このまま…
  2. Class of 1996
  3. 虹
  4. Above The Sky
  5. Falling
  6. Reason
  7. Voices

全作詞：宮原永海、作曲：ari（1)・栗本修（2,6,7）・高橋圭一（3,4,5）、編曲：高橋圭一（1〜7）・松尾知幸（6）・栗本修（6）

### アニメ・ゲーム
- 夢のクレヨン王国 音楽お絵かきBOOK4（1999年）
  - ハレルヤッホー（松岡由貴、宮原永海）
作詞：森林檎、作曲・編曲：有澤孝紀
- 聖ルミナス女学院 (3) イメージアルバム ガールズ・トーク（1999年）
  - Missing heart
作詞：室生あゆみ、作曲・編曲：解良保哉
  - To-bi-ra（ルミナスガールズ・オールスターズ）
作詞：室生あゆみ、作曲・編曲：片倉三起也
- アクエリアンエイジ 獅子の戦旗 ORIGINAL SOUND TRACK（2000年）
- アクエリアンエイジ ミュージックベスト（2009年）
  - 忘れないで
作詞・作曲：池添仁美、編曲：上野圭一
- おジャ魔女どれみシリーズ関連（飛鳥ももこ名義、2001年 - 2004年）
  - キャラクター・ミニアルバム 飛鳥ももこ
    - ARIGATO
作詞：大森祥子、訳詞：MIQUI、作曲・編曲：MANTA
    - ニッポン大好き!
作詞：里乃塚玲央、作曲：小杉保夫、編曲：MANTA
    - ももこのすいーとそんぐABC
原案：影山由美、作詞：柚木美祐、作曲・編曲：奥慶一
    - 世界はラブアンドピース
作詞：大和屋暁、作曲・編曲：MANTA

  - FRIENDS MAHO堂ソロVocalアルバム
    - Rainbow
作詞：宮原永海、作曲：太田美知彦、編曲：山中記昌

  - キッズステーション MAHO堂えいごフェスティバル（PSソフト）
    - ABC Song
    - Twinkle, Twinkle, Little Star
    - Mary had a Little Lamb
    - One Sunny Day
    - Head, Shoulders, Knees and Toes
    - Under the Spreading Chestnut Tree
    - Old MacDonald Had a Farm
    - If You're Happy and You Know it

  - 他、MAHO堂メンバーとしての曲はおジャ魔女どれみのディスコグラフィを参照。
- デジモンアドベンチャー02  夏への扉（2001年）
  - Streets to the summer
作詞：山田ひろし、作曲・編曲：太田美知彦
- デジモンテイマーズ One Vision（2002年）
  - Into Summer the DOORS（木内レイコ、宮原永海、前田愛、野田順子、多田葵）
作詞：山田ひろし、作曲・編曲：太田美知彦
- THE POWERPUFF GIRLS Z ORIGINAL SOUNDTRACK（2007年）
  - rolling bubbles(PPGZ Party Mix)
  - Flow (feat. R.Bubbles)
作詞：くまのきよみ、作曲：ナカムラヒロシ
  - Touch me! (feat. PPGZ)
作詞：くまのきよみ、作曲：TAICHI MASTER
- キャシャーンSins スペシャルコンプリート（2009年）
  - SKY
作詞・作曲：宮原永海、編曲：和田薫
  - A Path - Inst. Version -
- キャシャーンSins オリジナルサウンドトラック（2009年）
  - A Path
作詞：宮原永海、作曲：宮原永海・具志岳典、編曲：和田薫
- うみものがたり〜あなたがいてくれたコト〜 オリジナルサウンドトラック（2009年）
  - “てぃだぬひきゃり”（島唄）
- イナズマイレブン テレビアニメ 熱血サントラ！第2巻（2010年）
  - あいつは太陽ボーイ！

### ドラマ・映画
- 怪奇大家族 TV Original Soundtrack（2004年）
  - 賛美歌
  - ドギマギ!UFO
  - ごすろり-1
  - ごすろり-2
- まだまだあぶない刑事 オリジナル・サウンドトラック（2005年）
  - don't have time
  - black car
  - let me say
  - why don't you love me
  - i will not give my soul away
  - in my arms
全作詞：宮原永海、全作曲・編曲：遠藤浩二
- 着信アリ2 オリジナル・サウンドトラック（2005年）
  - It's cold... in here...
作詞：宮原永海、作曲・編曲：遠藤浩二
- ケータイ刑事 THE MOVIE バベルの塔の秘密〜銭形姉妹への挑戦状+TVシリーズ オリジナル・サウンドトラック（2006年）
  - 1.オープニング・テーマ（ナミ＆チヨ）
作詞：丹羽多聞アンドリウ、作曲・編曲：遠藤浩二
  - 34.オープニング・テーマ
作詞：宮原永海、作曲・編曲：遠藤浩二
- 特選！シネマ・サウンド・トラック(日本/韓国）（2009年）
  - Knocking On Heaven’s Door（僕の彼女を紹介します）
  - LOVE IS BUBBLE（嫌われ松子の一生）

### コンピレーション
- BOND Expo'60（2004年）
  - The Look of love 〜恋の面影〜 (Nami Miyahara, Ryuichiro Higashino, Tomoya Tachikawa)
- Fake（2005年）
  - Yellow
- Cappuccino（2006年）
  - Lovefool

### ボーカル参加
- FreeTEMPO（2007年）
  - Dreaming feat. Nami Miyahara
- 元気ロケッツ（2008年）
  - I-Heavenly Star-
- I'iwi
  - 2008年
    - ANIME HOUSE 01
    - ANIME HOUSE 02

  - 2010年
    - CLASSIC meets HOUSE
- Floor on the Intelligence（2009年）
  - Light
  - I love you
  - Open your heart〜素顔のままで
- THE EMIGRANTS（2009年）
  - ANIME LOVERS VOL.1
- calumet Feat. Nami Miyahara
  - 2009年
    - Traveler

  - 2010年
    - HUNG UP

### コーラス参加
- TUBE
  - Summer Greeting
- ROCKETMAN
  - OSTEND
- ハリセンボン
  - ともだちのうた
- RIP SLYME
  - GALAXY
  - Hot chocolate
  - Supreme
  - 星に願いを
  - ジャングルフィーバー
  - いつまでも
  - 青空
- WISE
  - Thinking of you
- トキハイ
  - 放課後
- MCU
  - マイクロフォンマスター
- T-Pistonz+KMC
  - マジで感謝!
- 遠藤浩二
  - 妖怪大戦争 オリジナル・サウンドトラック

### 楽曲提供
- Beagle Hat（作詞参加）
  - Casgabarl!
  - Fairyland

### CD未収録
- 空の街（CM「ザ・千里タワー」）
- 翼をください（映画「天まであがれ!!」）
- DAYS（映画「恋する日曜日」）
- 今を生きる（ドラマ「今を生きる祖母」）
- Replay（舞台「REPLAY」「ribbon」）

- オリジナル曲（CD-ROM販売）
  - 素晴らしい日々を
  - Rainy Day
  - Such a wonderful day
  - ナガレボシ
  - 思ひ出